# Maria Miccolis
Maria Miccolis (Castellana Grotte, 19 aprile 1925 – 2 luglio 1998) è stata una politica italiana.
Dopo gli studi in Matematica e Fisica, si dedica all'insegnamento ed alla attività politica nella Democrazia Cristiana di Castellana Grotte (Bari).

## Attività politica
Subentra come deputata della III legislatura della Repubblica Italiana il 28 ottobre 1961 al posto del deputato Michele Troisi deceduto nel 1961, ed è membro della Commissione finanze e tesoro fino al 15 maggio 1963.
È poi eletta Sindaco della Città di Castellana Grotte.
Ha ricoperto il ruolo di Presidente della Provincia di Bari dal 16 aprile 1982 al 29 ottobre 1984.
Dopo il decesso, avvenuto il 2 luglio 1998 all'età 73 di anni, Il Comune di Castellana Grotte le dedica la Sala consiliare.